# Shanti Snyder
Shanti Snyder (4 de junho de 1981), mais conhecida como Shanti (estilizada em letras maiúsculas), é uma letrista, cantora, compositora e apresentadora de TV musical japonesa de ascendência mista, radicada no Japão e oriunda da província de Kanagawa. A voz de Shanti é bem conhecida por suas colaborações com Yoko Kanno, principalmente em Escaflowne the Movie, onde ela foi a vocalista na música tema "Sora".

## Biografia
Shanti nasceu do músico americano Tommy Snyder, que foi baterista e vocalista da Godiego desde 1977. Shanti é uma letrista e vocalista frequente de comerciais, trabalhando com muitas empresas de produção de músicas comerciais e agências de publicidade sediadas em Tóquio, gravando músicas e narrações para empresas como Coca-Cola, Tokyo Disney Resort e Xerox. Shanti Snyder escreveu quatro músicas no álbum de estreia da cantora de J-pop Crystal Kay, CLL Crystal Lover Light.
Em 2008, a música "Home", que Shanti co-escreveu com Hajime Yoshizawa, contou com a voz dela. Recebeu atenção no Japão quando foi usado em uma campanha publicitária de um produto de café com leite com Scarlett Johansson. Em junho de 2008, quando a música foi pré-lançada no iTunes para promover o álbum Japan de Hajime Yoshizawa, ela ficou em primeiro lugar no iTunes por um curto período.
O álbum de estreia de Shanti, Share My Air, foi gravado em Paris com alguns dos melhores músicos da França. O álbum foi lançado no Japão pelo selo Hayama.
De outubro de 2008 a março de 2010, Shanti foi coapresentadora do J-Melo, um programa de música NHK World-Japan que foi transmitido para todo o mundo.
Shanti cantou a música tema de encerramento, “Pray for the World”, para o filme Reunion lançado no Japão em fevereiro de 2013.

## Discografia

### Álbuns
Fonte:
- Share My Air, 18 de janeiro de 2008
- Born to Sing, 23 de junho de 2010
- Romance with Me, 26 de janeiro de 2011
- Lotus Flower, 22 de fevereiro de 2012
- Cloud 9, 5 de dezembro de 2012
- "Jazz en Rose", 6 de março de 2013

### Singles
Fonte:
- "The Christmas Song", 2010
- "Lovin' You", 2012